# Condado de Tooele
El condado de Tooele (en inglés: Tooele County, pronunciado "tuila"), fundado en 1852, es uno de 29 condados del estado estadounidense de Utah. En el año 2000, el condado tenía una población de 40,735 habitantes y una densidad poblacional de 2 personas por km². La sede del condado es Tooele.

## Etimologia
El condado recibió inicialmente el nombre de Tuilla, pero cambió a Tooele en 1852 cuando se instaló el territorio de Utah. Algunos atribuyen el nombre a la palabra indígena Goshute que significa "oso", mientras que otros afirman que es una grafía corrupta de "tule", una maleza común que crece en las zonas pantanosas de este valle.

## Geografía
Según la Oficina del Censo, el condado tiene un área total de 18 874 km² (7287,3 mi²), de la cual 17 950 km² (6930,5 mi²) es tierra y 924 km² (356,8 mi²) (4.90%) es agua.

### Condados adyacentes
- Condado de Box Elder (norte)
- Condado de Weber (noreste)
- Condado de Davis (este)
- Condado de Salt Lake (este)
- Condado de Utah (este)
- Condado de Juab (sur)
- Condado de White Pine (sur)
- Condado de Elko (oeste)

### Áreas protegidas
- Bosque Nacional Wasatch

## Demografía
Según el censo de 2000, había 40,735 personas, 12,677 hogares y 10,128 familias residiendo en la localidad. La densidad de población era de 2 hab./km². Había 13,812 viviendas con una densidad media de 1 viviendas/km². El 89.19% de los habitantes eran blancos, el 1.28% afroamericanos, el 1.70% amerindios, el 0.60% asiáticos, el 0.18% isleños del Pacífico, el 4.50% de otras razas y el 2.55% pertenecía a dos o más razas. El 10.34 % de la población eran hispanos o latinos de cualquier raza.
Los ingresos medios por hogar en la localidad eran de $45,773, y los ingresos medios por familia eran $50,438. Los hombres tenían unos ingresos medios de $37,861 frente a los $24,179 para las mujeres. La renta per cápita para el condado era de $16,321. Alrededor del 5.20% de la población estaban por debajo del umbral de pobreza. 

## Localidades
- Grantsville, incorporado en 1867
- Ophir
- Rush Valley
- Stockton
- Tooele, incorporado en 1853
- Vernon
- Wendover, incorporado en 1950

## Comunidades no incorporadas

### Lugares designados por el censo(CDPs)
- Dugway
- Erda
- Stansbury Park

### Otras áreas
- Ibapah
- Lake Point